# 东孟加拉无产阶级党
东孟加拉无产阶级党是孟加拉国的一个共产主义政党。该党在孟加拉国独立过程中起了重要作用。在1970年代早期，它从事武装斗争以抵抗印度军队，此后有过几次严重的分裂。当前，该党仍然是一个地下组织，有武装革命的计划。

## 历史
1967年，斯拉吉·斯卡德尔建立“毛泽东思想研究中心”，该中心对伊斯兰大会党的干部进行过几次人身攻击。
1968年1月8日，“东孟加拉工人运动”成立，在达卡举行会议，45—50名党员参加了会议。1968年年中，他们开始进行地下运动，他们的第一次行动是为了弄到一台复印机或印刷机，以宣传其理论。1970年1月8日，他们在东巴基斯坦首府达卡升国旗和党旗。1970年5月6日（马克思诞辰），在达卡扔炸弹到巴基斯坦议会办公室。同年10月，用炸弹袭击了东巴基斯坦的许多建筑，包括美国信息中心。
与其他东巴基斯坦的亲中共政党不同，斯卡德尔派想为东孟加拉争取民族解放和建立民主共和国“东孟加拉”，该党反对美帝国主义、苏联社会帝国主义、和印度的封建主义和扩张主义，该党认为主流民族主义运动是阶级敌人。中国共产党领导下的中华人民共和国政府当时认为东孟加拉是巴基斯坦的一部分，印度的扩张主义构成了重大的地区威胁，支持巴基斯坦对抗印度。这也是民族主义运动的主流，谢赫·穆吉布·拉赫曼指责斯卡德尔派是“亲华奸细”。
1971年孟加拉独立战争期间，斯卡德尔派努力建立抵抗军队。4月30日，他们成立了自己的准军事部队“东孟加拉武装爱国力量”，开始进行武装斗争。它是唯一积极参加抵抗斗争的亲华派，其他组织或者立场中立，或者辅助巴基斯坦政府反对抵抗运动。
1971年6月3日，该党在博里萨尔区正式成立。9月，该党公布了《东孟加拉无产阶级党章程草案》。1972年1月14日，该党召开第一次代表大会（一大），斯拉吉·斯卡德尔被选为主席。该党在大学里取得有力支持，尽管是地下运动，但中央委员会出版刊物，并且进行正常的宣传工作。该党活跃在达卡、博里萨尔等地，偶尔攻击警察局和现政府成员。1975年1月，斯卡德尔被孟加拉国当局逮捕并被杀。斯卡德尔死后，该党分裂成两派，后来进一步分裂。主要派系的领导者是当年的第二把手。其中一派拒绝毛泽东思想，采用阿尔巴尼亚的政治路线，取名为孟加拉国共产党。1979年，安瓦尔·卡比尔被选为新的总书记。1984年，成为革命国际主义运动创始成员。1987年，召开二大。
1992年，该党召开三大，采纳了“毛主义”的提法。1998年，党的两个领导人出走建立东孟加拉无产阶级党（毛主义重建中心）。1999年，一批党员脱离，另立“东孟加拉无产阶级党毛主义布尔什维克重组运动”。2001年，参与组成南亚毛主义政党和组织协调委员会。2004年，东孟加拉无产阶级党发生第三次分裂，一批党员出走建立东孟加拉无产阶级党（毛主义团结集团）。2012年，团结集团派发生分裂，这一次分裂催生了孟加拉国共产党（马列毛）。
2011年1月，该党召开全国会议，审核通过了由安瓦尔·卡比尔代表中央委员会撰写的著作《新理论》（New Thesis）。2017年，该党召开四大。

## 扩展阅读
- 安瓦尔·卡波尔：孟加拉国的毛主义革命问题